# 汤池
汤池（1909年—1996年），中国人民解放军将领、中国人民解放军开国少将。
曾任湖南军区后勤部副部长。1955年，授予中国人民解放军少将。